# Bleptina minimalis
Bleptina minimalis là một loài bướm đêm trong họ Noctuidae.